# The Chinese Room
The Chinese Room (do czerwca 2013 jako thechineseroom) – brytyjska firma tworząca niezależne gry komputerowe, producent m.in. gry przygodowej Dear Esther. Firma powstała w 2007 roku jako projekt badawczy na University of Portsmouth.

## Historia
Studio The Chinese Room powstało dzięki wsparciu Arts and Humanities Research Council, a jego nazwa pochodzi od eksperymentu myślowego o nazwie „chiński pokój”. Założycielami firmy, a także jego dyrektorami kreatywnymi byli wspólnie Dan Pinchbeck i Jessica Curry, która zajmowała się też komponowaniem muzyki.
Pierwszymi projektami studia były opublikowane w 2008 roku modyfikacje Antlion Soccer i Dear Esther do gry Half-Life 2 oraz Conscientious Objector do gry Doom 3. W 2009 roku The Chinese Room stworzyło modyfikację z gatunku tzw. survival horror o nazwie Korsakovia, również do gry Half-Life 2.
Po stworzeniu Korsakovii The Chinese Room wraz z Robertem Briscoe rozpoczęło prace nad remakiem Dear Esther, który został opublikowany w lutym 2012 roku jako pełnoprawna gra komputerowa w serwisie Steam. W ciągu sześciu godzin od premiery sprzedano 16000 egzemplarzy produkcji, dzięki czemu pokryte zostały koszty produkcji wynoszące 55000 USD. Po tygodniu od premiery zostało sprzedanych 50000 kopii gry. Chociaż zarówno remake, jak i modyfikacja zostały stworzone na silniku Source, to jego oprawa graficzna została znacząco polepszona. Samodzielna wersja zdobyła kilka nominacji na Independent Games Festival: do Seamus McNally Grand Prize, Excellence in Audio, Excellence in Visual Arts i Nuovo Award. Ostatecznie wygrała nagrodę Excellence in Visual Art za oprawę graficzną.
W lutym 2012 roku The Chinese Room ogłosiło, że wraz z Frictional Games tworzy grę Amnesia: A Machine for Pigs – survival horror nawiązujący do scenariusza gry Amnesia: Mroczny obłęd. Produkcję zakończyli w lutym 2013 roku, a finalną wersję gry przekazali w ręce pracowników Frictional Games, którzy zajęli się jej ostatecznym wykończeniem. Jej premiera nastąpiła 10 września 2013 roku.
W marcu 2012 roku The Chinese Room zapowiedziało swoją nową grę Everybody’s Gone to the Rapture, która ukazała się w 11 sierpnia 2015 roku jako exclusive na PlayStation 4. Jest ona grą przygodową z perspektywą pierwszej osoby i otwartym światem, opracowaną na silniku CryEngine 3. To duchowy następca Dear Esther, jednak oferuje  bardziej rozbudowaną rozgrywkę, m.in. interakcję z otoczeniem i wpływanie na wydarzenia w grze. Opowiada losy sześciu bohaterów z wioski w Shropshire w obliczu zbliżającego się końca świata w latach 80. XX wieku.
We wrześniu 2017 roku firma wydała grę So Let Us Melt na platformę VR Google Daydream.
24 września 2017 roku Dan Pinchbeck poinformował o tymczasowym wstrzymaniu działalności studia i zwolnieniu większości pracowników poza Pinchbeckiem i Curry.
14 sierpnia 2018 roku Pinchbeck ogłosił, że The Chinese Room zostało zakupione przez Sumo Digital. Dzięki temu studio zatrudni nowych pracowników i wznowi prace nad The 13th Interior, a także zacznie pracować nad nowymi produkcjami. Jessica Curry będzie kontynuować swoją karierę jako niezależna kompozytorka muzyki.
Podczas prezentacji Xbox Games Showcase 11 czerwca 2023 roku ujawniono kolejną grę studia o tytule Still Wakes The Deep. Będzie to gra grozy z perspektywy pierwszej osoby, a jej akcja osadzona zostanie w 1975 roku na pokładzie platformy wiertniczej na Morzu Północnym podczas groźnego sztormu. Wydana zostanie na komputery osobiste i konsole.
Na początku września 2023 roku ogłoszono, że The Chinese Room przejęło tworzenie gry Vampire: The Masquerade – Bloodlines 2, której wydawcą jest Paradox Interactive. Jej premiera ma nastąpić jesienią 2024 roku.

## Lista gier komputerowych
| Rok  | Tytuł                                  | Platformy                               |
| ---- | -------------------------------------- | --------------------------------------- |
| 2009 | Korsakovia                             | Windows                                 |
| 2012 | Dear Esther                            | Windows, Linux, OS X                    |
| 2013 | Amnesia: A Machine for Pigs            | Windows, Linux, OS X                    |
| 2015 | Everybody’s Gone to the Rapture        | PlayStation 4, Windows                  |
| 2017 | So Let Us Melt                         | Google Daydream                         |
| 2020 | Little Orpheus                         | Windows                                 |
| 2024 | Still Wakes the Deep                   | Xbox, Windows                           |
| 2024 | Vampire: The Masquerade – Bloodlines 2 | PlayStation 5, Xbox Series X/S, Windows |
| b.d. | The 13th Interior                      | Windows                                 |